# Parto humanizado
O parto humanizado é um conjunto de procedimentos que buscam adequar o processo de parto dentro de um olhar  menos hospitalar, entendendo tanto a mulher quanto o bebê numa visão que, segundo seus defensores, seria mais humana e acolhedora, por oposição ao modelo tradicional, seja natural ou via cesariana. Segundo seus defensores, no parto humanizado, os protagonistas de todo o processo são a gestante e nascituro. Sendo assim, tão importante quanto os procedimentos médicos também são entendidos como importantes a atenção e cuidado com a mãe e o filho que está nascendo.
O conceito de parto humanizado procura estar intimamente relacionado, de forma oposta, ao de violência obstétrica. No entanto, o conceito de violência obstétrica não é necessariamente aplicado a todos os partos que não estejam incluídos dentro da ideia de parto humanizado. Por vezes, defensores do parto humanizado referem-se ao modelo dominante no Ocidente desde o início do século XX como "parto industrializado".

## Descrição
Uma diferença marcante dessa nova forma de parto é a recusa de alguns procedimentos de rotina usados nos hospitais, vistos como desnecessários (como indução do parto, corte do períneo (episiotomia), uso de anestesia, raspagem dos pelos pubianos, parto cirúrgico (ou cesariana) etc.). Esses e outros procedimentos são utilizados apenas quando a gestante e seu cuidador dão seu consentimento, como preconiza uma recomendação do Conselho Federal de Medicina.
O papel de cuidador pode ser atuado pelo marido ou companheiro da gestante, doula e outros profissionais da área médica. Além do acolhimento físico, seu cuidador se preocupa e age ativamente no acolhimento emocional da gestante.
O parto humanizado não se limita apenas ao momento do nascimento do bebê mas sim à todo processo da gestação, do nascimento e do pós-parto. Antes, durante e após o parto a intervenção médica ocorre pela demanda fisiológica da parturiente e do nascituro. No parto humanizado não existe um procedimento específico ou normas rígidas a serem adotadas, visto que cada ser humano é diferente, e portanto, cada situação clínica também é.
Pessoas e até médicos podem confundir erroneamente o termo parto humanizado como sinônimo de parto sem anestesia, parto na banheira, parto em domicílio etc. Entretanto, as práticas de parto humanizado são entendidas como um conjunto de ações que individualizam a atenção à gestante e ao bebê em um aspecto mais humanizado e acolhedor.
É importante ressaltar a necessidade de acompanhamento de profissionais de saúde habilitados em todo o processo.

### Cuidador
Idealmente, no parto humanizado, os seguintes profissionais participam do processo:
- Doula
- Obstetriz ou enfermeira obstetra
- Médico Ginecologista Obstetra
- Médico Anestesista
- Médico Pediatra Neonatal

É comum se referir ao médico que adota o parto humanizado adicionando a palavra humanizado ou fim de sua especialidade. Portanto uma médica obstetra que adote as práticas de humanização do parto é chamada de médica obstetra humanizada.
Essa classificação serve apenas para deixar mais claro qual a filosofia e práticas adotadas no atendimento ao paciente e não para diminuir ou menosprezar outras formas de práticas médicas.
Segundo a professora do Instituto de Ciências da Educação (ICED-UFPA) Edna Barreto, militante do  Movimento da Rede pela Humanização do Parto e Nascimento, afirma que “o parto mais aconselhável é aquele que a mulher pode ter liberdade, pode fazer escolhas, é respeitada e está bem informada. Do ponto de vista da medicina baseada em evidências científicas, das boas práticas de atenção ao parto da Organização Mundial da Saúde (OMS) e dos protocolos de humanização do nascimento do Ministério da Saúde, o parto mais saudável para as mães e os bebês é o parto normal, sem intervenções desnecessárias”.

### Cuidados no pré natal

#### Fortalecimento e alongamento do períneo
O períneo é um músculo que envolve a região da vagina e do ânus. Esse músculo é importante no processo de parto normal pois ele deverá estar suficientemente alongado para a passagem do nascituro.
Na prática do parto humanizado são utilizados exercícios e massagens para preparar o períneo para o trabalho de parto, em oposição a práticas clínicas como por exemplo a episiotomia.

#### Estudo
Uma das práticas do parto humanizado consiste na busca pelo conhecimento do corpo e da anatomia da parturiente, além de trocas experiências e discussão sobre o momento do parto com outras mulheres. Grupos de discussão e ajuda mútua são utilizados para buscar maior segurança para a hora do parto.
Atualmente existem diversas obras bibliográficas à respeito do assunto (ver Referências).

### Cuidados no momento do parto

#### Anestesia
Muitos partos humanizados não utilizam anestesia. Num parto comum hospitalar, é prática de rotina a parturiente receber um hormônio sintético para imitar a ocitocina, substância que pode acelerar o processo de parto, chamado de indução. Uma das desvantagens desse hormônio sintético é o aumento da dor das contrações. Portanto, num parto no qual existe o uso da ocitocina artificial, é mais difícil a parturiente suportar a dor.
Relatos e pesquisas recentes mostram que apesar da ausência do uso da anestesia, a parturiente normalmente consegue suportar a dor. Tais relatos parecem demostrar que a parturiente pode contribuir anatomicamente de forma muito melhor no trabalho de parto sem o uso de fármacos anestésicos.

#### Administração das dores e incômodos
Em práticas humanizadas de parto a doula possui importante papel para ajudar a parturiente em técnicas não invasivas para diminuir a dor, como por exemplo:
- Banho de água quente
- Massagem
- Bolsa de água quente
- Posições corporais
- Conversa

#### Tempo do parto
Uma das principais preconizações do parto humanizado é o respeito o processo fisiológico da parturiente. Neste sentido, um parto humanizado pode levar diversas horas. Por isso, o acompanhamento pelo cuidador à parturiente é visto como essencial.

#### Episiotomia
O corte do períneo, ocorre apenas quando, após exame durante o trabalho de parto, o médico obstetra verifica que a passagem do bebê pelo períneo será prejudicada devido a um alongamento do mesmo insuficiente.
Diferentemente dos partos em hospitais, o parto humanizado normalmente ocorre sem o corte do períneo.

#### Ambiente da sala de parto
Para criar uma atmosfera favorável para a parturiente e para o nascituro, evita-se o uso excessivo de ar condicionado, de luzes fortes e barulhos.
O ambiente da sala de parto humanizado entendido como ideal se assemelha ao ambiente intrauterino do feto.

#### Corte do cordão umbilical
Após o nascimento, o transporte dos últimos nutrientes, incluindo oxigênio e hormônios, levados da mãe para o bebê através do cordão são respeitados. O corte do cordão umbilical ocorre apenas depois que o pulsar do sangue no cordão se esgota.
Segundo estudos mais recentes, se há pulsação de sangue no cordão umbilical, há atividade e, consequentemente, existe a entrega de nutrientes para o bebê mesmo que ele já esteja fora da barriga da mãe.

### Cuidados no pós parto
Após o nascimento do bebê o pediatra neonatal avalia a saúde do recém nascido e muitos dos procedimentos adotados comumente em hospitais são deixados de lado, como:
- Colírio de nitrato de prata nos olhos do bebê;[12]
- Desobstrução das vias aéreas;[13]
- Imediato teste do pezinho;
- Injeção de vitamina K.

Logo após o nascimento, o bebê preferencialmente fica no colo da mãe. E, passados alguns minutos, é incentivado o aleitamento materno.

#### Amamentação
Conforme as recomendações do Ministério da Saúde, a amamentação materna é incentivada e direcionada para existir de forma agradável e prazerosa entre a mãe e o bebê.

## História
Nos últimos anos do século XX, surgiu no Ocidente uma preocupação em diversos países com o bem-estar materno durante o trabalho de parto, na mesma medida em que se constatava em que eram exceções os países cuja prática obstétrica já buscava atender este a este requisito. Na maioria dos casos, a atenção emocional dedicada à parturiente era muito restrita a instituições que possuíam esta filosofia.
O nascimento por cirurgia cesariana disseminou-se de tal forma, desde meados do século XX, que em pouco tempo a possibilidade de se fazer um parto normal, em muitos hospitais, tornou-se nula, mesmo quando era o desejo da parturiente. Durante o estudo desta situação, percebeu-se como os procedimentos médicos padronizados estavam deixando de lado a vontade da gestante. Embora com seu advento, o parto normal humanizado tenha se tornado mais comum, não há oposição entre a ideia de humanização e a cirurgia cesariana, se houver necessidade.
Alguns defensores do parto humanizado, no entanto, passaram a receber críticas, no sentido de que, para seus opositores, uma vez que o parto humanizado só prevê a cesariana em caso de necessidade, utilizar o parto humanizado como regra seria retirar das mulheres a real possibilidade de optar entre o parto normal e a cesariana.

## Por país

### Brasil
Segundo o Ministério da Saúde a humanização do parto deve seguir pelo menos dois preceitos:
1. É dever de toda unidade de saúde receber e tratar com dignidade a mulher, seus familiares e o nascituro, através de atitudes éticas e solidárias por parte dos profissionais de saúde e da instituição, criando ambiente acolhedor e instituindo rotinas que rompam com o tradicional isolamento da mulher.[18]
2. Adoção de medidas e procedimentos benéficos à mulher e ao bebê, evitando práticas intervencionistas desnecessárias e que com frequência acarretam riscos a ambos.[18]

No Brasil, há um crescimento de profissionais de saúde e mulheres que adotam as práticas do parto humanizado.
No Brasil existe há muitos anos uma crescente mobilização em favor da humanização dos partos. Recentemente, essa luta teve um novo reforço a partir do caso da mulher Adelir, que foi forçada a se submeter a uma cirurgia cesárea contra a sua vontade. Em protesto, foi organizado nacionalmente um conjunto de manifestações, chamado "Somos Todas Adelir". O uso das redes sociais também tem colaborado para compartilhamento de relatos de violência obstétrica e do crescimento de grupos de apoio e ajuda mútua entre gestantes, o que contribui para um crescimento na circulação de informações sobre o parto humanizado no país.
Além disso, ações governamentais e políticas públicas ligadas ao tema, como resoluções da Agência Nacional de Saúde Suplementar (ANS) obrigando os planos de saúde a preencherem o partograma e a divulgarem os números de cesáreas em hospitais credenciados, e do Ministério da Saúde, com publicação de cartilhas e criação de programas que incentivem o parto normal e humanizado, colaboram para o aumento no interesse pelo assunto.